# Metalogy
Metalogy – box Judas Priest wydana w 2004 r. przez firmę fonograficzną Sony BMG. Na box składa się 4 płyty CD i 1 DVD. Zawiera największe hity brytyjskiej grupy heavymetalowej oraz zapis z koncertu w Memphis z 1982 roku wraz z książeczkę z unikatowymi zdjęciami z koncertów. Prezentuje utwory od 1974 do 2001 roku, czyli ze wszystkich płyt jakie zespół miał na swoim koncie do momentu wydania Metalogy. Wszystko to opakowane w box, obity z boku ćwiekami.

## Lista utworów

### CD 1
1. Never Satisfied
2. Deceiver
3. Tyrant
4. Victim Of Changes (live)
5. Diamonds & Rust (live)
6. Starbreaker (live)
7. Sinner
8. Let Us Prey / Call For The Priest
9. Dissident Aggressor
10. Exciter
11. Beyond The Realms Of Death
12. Better By You Better Than Me
13. Invader
14. Stained Class
15. The Green Manalishi (With The Two Pronged Crown) (live)

### CD 2
1. Killing Machine
2. Evening Star
3. Take On The World
4. Delivering The Goods
5. Evil Fantasies
6. Hell Bent For Leather
7. Breaking The Law (live)
8. Living After Midnight
9. Rapid Fire
10. Metal Gods
11. Grinder (live)
12. The Rage
13. Heading Out To The Highway
14. Hot Rockin' (live)
15. Trouble Shooter
16. Solar Angels
17. Desert Plains
18. The Hellion/Electric Eye (live)
19. Screaming For Vengeance

### CD 3
1. Riding On The Wind
2. Bloodstone
3. You've Got Another Thing Comin'
4. Devil's Child
5. Freewheel Burning
6. Jawbreaker
7. The Sentinel
8. Love Bites (live)
9. Eat Me Alive
10. Some Heads Are Gonna Roll
11. Rock Hard Ride Free
12. Night Comes Down
13. Turbo Lover
14. Private Property
15. Parental Guidance
16. Out In The Cold
17. Heart Of A Lion (demo)

### CD 4
1. Ram It Down
2. Heavy Metal
3. Come & Get It
4. Blood Red Skies
5. Painkiller
6. Between The Hammer & The Anvil
7. Touch Of Evil
8. Metal Meltdown
9. Nightcrawler
10. All Guns Blazing
11. Jugulator
12. Bloodstained
13. Machine Man
14. Feed On Me

### DVD Judas Priest Live
1. The Hellion/Electric Eye
2. Riding On The Wind
3. Heading Out To The Highway
4. Metal Gods
5. Bloodstone
6. Breaking The Law
7. The Sinner
8. Desert Plains
9. The Ripper
10. Diamonds And Rust
11. Devil's Child
12. Screaming For Vengeance
13. You've Got Another Thing Comin'
14. Victim Of Changes
15. Living After Midnight
16. The Green Manalishi (With The Two-Pronged Crown)
17. Hell Bent For Leather